# Черокі (округ, Алабама)
Шаблон:StateAbbr_ 34°10′11″ пн. ш. 85°35′39″ зх. д. / 34.169722222222° пн. ш. 85.594166666667° зх. д.
Черокі (англ. Cherokee County) — округ (графство) у штаті Алабама США. Ідентифікатор округу 01019. Окружний центр — місто Сентр.

## Історія
Округ утворений 1836 року.

## Демографія
За даними перепису 2000 року
загальне населення округу становило 23988 осіб, усе сільське.
Серед мешканців чоловіків було 11794, а жінок — 12194. В окрузі було 9719 господарств, 7202 родин, які мешкали в 14025 будинках.
Середній розмір родини становив 2,86.
Віковий розподіл населення поданий у таблиці:
| Стать    | До 15 років | 15-21 | 22-29 | 30-39 | 40-49 | 50-65 | 65-85 | Понад 85 |
| -------- | ----------- | ----- | ----- | ----- | ----- | ----- | ----- | -------- |
| Чоловіки | 2355        | 968   | 1159  | 1664  | 1726  | 2310  | 1497  | 115      |
| Жінки    | 2096        | 969   | 1154  | 1621  | 1731  | 2417  | 1927  | 279      |

За даними перепису населення 2010 року населення округу становило 25 989 осіб. Приріст населення за 10 років склав 8%.

## Суміжні округи
- Декальб — північ
- Чаттуга, Джорджія — північний схід
- Флойд, Джорджія — схід
- Полк, Джорджія — південний схід
- Клеберн — південь
- Калгун — південь
- Етова — захід

## Виноски
1. ↑  U.S. Decennial Census. United States Census Bureau. Архів оригіналу за 26 квітня 2015. Процитовано 22 серпня 2015.
2. ↑  Historical Census Browser. University of Virginia Library. Архів оригіналу за 11 серпня 2012. Процитовано 22 серпня 2015.
3. ↑  Forstall, Richard L., ред. (24 березня 1995). Population of Counties by Decennial Census: 1900 to 1990. United States Census Bureau. Архів оригіналу за 24 вересня 2015. Процитовано 22 серпня 2015.
4. ↑  Census 2000 PHC-T-4. Ranking Tables for Counties: 1990 and 2000 (PDF). United States Census Bureau. 2 квітня 2001. Архів оригіналу (PDF) за 18 грудня 2014. Процитовано 22 серпня 2015.
5. ↑  State & County QuickFacts. United States Census Bureau. Архів оригіналу за 20 лютого 2014. Процитовано 15 травня 2014. [Архівовано 2014-02-20 у Wayback Machine.](англ.) Наведено за англійською вікіпедією.
6. ↑  American FactFinder. Бюро перепису населення США. Архів оригіналу за 26 лютого 2012. Процитовано 31 січня 2008. [Архівовано 2008-05-21 у Wayback Machine.]
7. ↑  Черокі на сайті «Open-Public-Records». Архів оригіналу за 28 грудня 2011. Процитовано 17 квітня 2012. Черокі на сайті «Open-Public-Records» (англ.)

| США | Це незавершена стаття з географії США. Ви можете допомогти проєкту, виправивши або дописавши її. |